# Friedrich Ludwig von Bolschwing
Friedrich Ludwig von Bolschwing (geb. 17. Januar 1771 in Pannwitz; gest. 2. November 1813 in Danzig) war ein preußischer Major und Landrat.

## Herkunft
Friedrich Ludwig von Bolschwing war der Sohn von Carl Ludwig von Bolschwing (1735–1804), Generaladjutant Friedrichs II. im Siebenjährigen Krieg, königlicher Kammerherr, Landmarschall und Erbherr auf Pannwitz und Schreitlacken, der seit 1795 auf Karmitten saß. Seine Mutter war Albertine Caroline († 1782), geb. von Polenz. Seine beiden Brüder waren Carl Friedrich (* 1767), preußischer Leutnant und Otto  Wilhelm (1774–1842), preußischer Leutnant und Landrat des Landkreises Neuß.

## Leben
Friedrich Ludwig erhielt zunächst Hausunterricht durch einen Privatlehrer und besuchte Schulen in Heiligenbeil. Im Anschluss trat er als Junker in die Preußische Armee ein und wurde mit 16 Jahren Fähnrich und mit 17 Jahren Sekondeleutnant unter General von Romberg. Nachdem er sich im Jahr 1797 aufgrund mangelnder Karrierechancen vom Militärdienst verabschiedet hatte, kehrte er zurück in die Heimat, um sich auf dem väterlichen Gut der Landwirtschaft zu widmen. Nach drei Jahren Mitgliedschaft im ostpreußischen Landwirtschaftskollegium wurde er im Jahr 1800 Kreisdeputierter im Kreis Schaaken.
Zu Beginn des Jahres 1803 wurde er zum Landrat des Kreises Schaaken und Nachfolger von Julius Wilhelm Albrecht von Ostau gewählt. Die Landratsgeschäfte führte er ab April 1803 zunächst Übergangsweise aus. Das im Juli 1803 angewiesene Große Examen bestand er am 10. Dezember 1803 in Anwesenheit des Ministers von Schrötter. Die Einführung in das Amt als Landrat erfolgte noch im gleichen Monat, die Bestallung am 7. Januar 1804. Im Mai 1810 wurde seine Entlassung mit der Begründung vorgeschlagen, „das er keine Liebe zum Amt zeige und zudem parteilisch wäre.“

## Persönliches
Friedrich Ludwig von Bolschwing saß auf Karmitten. Im Jahr 1813 ist er nach der Rückkehr zum Militär im Rang eines preußischen Majors und Kommandeurs eines Landwehr-Regiments bei Danzig gefallen.